# Johan Clarey
Johan Claude Clarey (Annecy, 8 de enero de 1981) es un deportista francés que compitió en esquí alpino.
Participó en cuatro Juegos Olímpicos de Invierno, entre los años 2010 y 2022, obteniendo una medalla de plata en Pekín 2022, en la prueba de descenso.
Ganó una medalla de plata en el Campeonato Mundial de Esquí Alpino de 2019, en el supergigante. En la Copa del Mundo consiguió once podios en total.

## Palmarés internacional
| Juegos Olímpicos   | Juegos Olímpicos | Juegos Olímpicos | Juegos Olímpicos |
| Año                | Lugar            | Medalla          | Prueba           |
| ------------------ | ---------------- | ---------------- | ---------------- |
| 2022               | Pekín (China)    | Medalla de plata | Descenso         |
| Campeonato Mundial |                  |                  |                  |
| Año                | Lugar            | Medalla          | Prueba           |
| 2019               | Åre (Suecia)     | Medalla de plata | Supergigante     |